# كابانوري

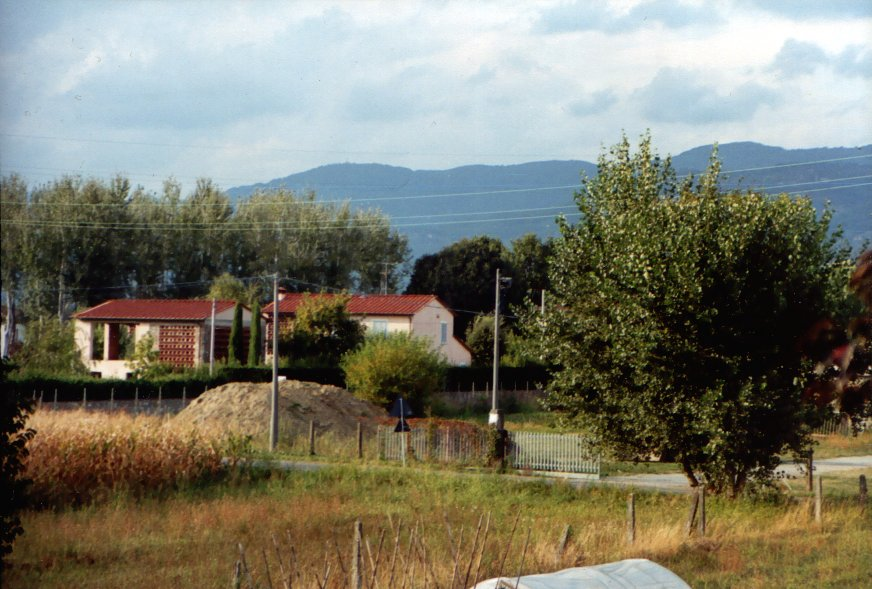
منظر من كابانوري

كابانوري (بالإيطالية: Capannori)‏، مدينة إيطالية في إقليم توسكانا وضمن مقاطعة لوكا عدد سكانها 42.849 نسمة.
تقع شرق مدينة لوكا بين جبال الابينيني ومونتي بيزانو. وهي تتألف من 41 جزء محلي على مساحتها البالغة 156 كيلومتر مربع، والتي عادة المراكز الخاصة بها.

## السكان
في سنة 1861 بلغ عدد السكان 34٬257 نسمة، وتطور العدد ليصل في سنة 2011 لـ 44٬898 نسمة.
يظهر هذا المخطط البياني تطور النمو السكاني لـ كابانوري

## أهم معالمها
- فيلا مانسي Villa Mansi
- فيلا ماتساروزاVilla Mazzarosa
- فيلا مينوتولي تيغريمي Villa Minutoli-Tegrimi
- فيلا توريدجاني Villa Torrigiani

## توأمة
لكابانوري اتفاقيات توأمة مع كل من:
- لا جاود
- لوسهايم أم زيه

## أعلام
- لويغي مارتيني